# Салтыков, Александр Борисович
Салтыко́в Алекса́ндр Бори́сович (11 мая 1900, Москва — 30 апреля 1959, Москва) — историк искусства, музейный деятель, художественный руководитель гжельского народного керамического промысла (1934—1955), кандидат искусствоведения, автор трудов по истории русской керамики и ряда статей о научных методах изучения декоративно-прикладного искусства в целом.

## Биография
Родился в Москве в дворянской семье. В 1922 году окончил Историко-филологический факультет Московского университета, и это был последний выпуск, который учился по дореволюционной программе. У них преподавали старые профессора, многие из которых потом были высланы за границу. C 1926 года был членом Московского общества истории и древностей Российских, участвовал в религиозно-философском кружке М. А. Новосёлова.
C 1921 до 1959 года — сотрудник Исторического музея.
В 1929—1930 годах доцент керамического факультета Высшего государственного художественно-технического института (московский Вхутеин). Написал диссертацию о русско-татарских отношениях в XIII веке, но защитить или опубликовать её было в то время невозможно.
В 1922 году стал прихожанином храма Николая Чудотворца в Кленниках на Маросейке, где застал ещё отца Алексия Мечёва и стал духовным сыном отца Сергия Мечёва. В 1929 году был арестован при выходе из храма. Вскоре его освободили, но осенью 1930 года он был арестован вторично на квартире философа А. Ф. Лосева перед всенощной службой праздника Воздвижения Креста Господня. Около года пробыл в Бутырской тюрьме, по обвинению в участии во всесоюзной контрреволюционной организации «Истинно-православная церковь» (групповое «Дело Всесоюзного центра Истинного Православия»), пять лет отбывал в Мариинских лагерях на реке Яе.
В 1934 году Салтыков был освобождён без права проживания в крупных городах. После скитаний получил работу в посёлке Гжель Московской области, где начал возрождать известный керамический промысел. Собрал коллектив и создал технологическую цепочку, привёз из абрамцевской мастерской формы Михаила Врубеля, и до войны в Гжели несколько лет выпускались скульптуры «Царь Берендей», «Похищение Европы», маски. На изделиях до войны писалось или «Всекохудожник» или «село Речицы». Салтыков также привёз в Гжель заказы для оформления павильонов ВСХВ, а с 1936 года — для московского метро. Первые станции Московского метрополитена, где использовалась керамика, делались на этом заводе. К началу ВОВ завод «Всекохудожник» считался самым крупным предприятием Гжели.
Во время Великой Отечественной войны направлен на фронт, но вскоре был демобилизован по состоянию здоровья. Получил прописку в Москве и вернулся в Исторический музей, где участвовал в сохранении оставшихся в Москве собраний музея. В 1943 году организовал отдел керамики и стекла, которым заведовал. Сформировал в ГИМе коллекцию гжельской керамики и выпустил ряд научных трудов. Салтыков — автор определителя русской керамики XVIII—XIX веков, включающего как полный свод сведений о русской керамике, так и принципы атрибуции памятников материальной культуры.
С 1948 года, одновременно с работой в музее, являлся заведующим сектором народного искусства РСФСР в НИИ теории и истории искусства в Академии Художеств СССР. В 1957—1959 годах — секретарь правления Союза художников СССР. В последние годы читал лекции в МГУ. Являясь секретарём правления Союза художников СССР, на конференциях и съездах Салтыков выступал в защиту мастеров народного искусства, отстаивая специфику декоративной изобразительности изделий прикладного искусства — условности передачи пространства и времени, декоративности в трактовке формы, использования фона, абстрагированности орнамента, доказывал, что такие особенности не противоречат принципам реалистического искусства. В те годы это требовало мужества и убеждённости в правоте своего дела.

Он установил конкретные принципы и закономерности использования традиций в создании современных вещей, исходя из глубоко исследованной им сущности самого искусства. Разработанная им стройная теория образа в прикладном искусстве позволила по-новому оценить значение декоративного искусства, иногда несправедливо почитаемого второстепенным.— Академик Б. А. Рыбаков.
Умер в Москве 30 апреля 1959 года. Похоронен на Ваганьковском кладбище.
За совокупность всех его печатных трудов и, в частности, за книгу «О художественном вкусе в быту» ему был посмертно присуждён почётный диплом Союза художников СССР.

## Гжельский керамический промысел
С 1930-х годов круг научных интересов Салтыкова был связан с изучением истории и современного состояния художественных промыслов.
В 1934—1955 годах — художественный руководитель гжельского керамического промысла, активный участник его восстановления.
Под руководством Салтыкова (1934—1941) мастера керамического завода «Всекохудожник» в селе Речицы приступили к воссозданию знаменитой гжельской майолики и полуфаянса.
В 1945 году Научно-исследовательский институт художественной промышленности начал долгосрочную программу по выводу народно-художественных промыслов на новый уровень. Александр Салтыков возглавил работу над реализацией этой программы в артели «Художественная керамика» в Турыгино. Именно здесь под руководством Салтыкова начала свою творческую работу Н. И. Бессарабова. 
Художественный строй, выявленный ими, нашёл отражение в произведениях выдающихся гжельских мастеров – В. И. Авдонина, Л. П. Азаровой, Н. Бидак и В. Бидака, Т. С. Дунашовой, З. В. Окуловой, В. Розанова, В. Неплюева, Е. Осташковой и С. Симонова, И. А. Хазовой и других художников.

## Семья
Жена — Татьяна Павловна Рябкова.
Сын — Александр Александрович Салтыков.

## Память
В 1950 году советский скульптор Г. Мотовилов создал бюст «Портрет искусствоведа А. Б. Салтыкова». В настоящее время находится в собрании Орловского музея изобразительных искусств.
24 июня 2018 года в селе Речицы (Раменский район) появился «Дом Салтыкова». Этот деревянный дом в 1948 году А. Б. Салтыков привёз из Москвы для общежития художников возрождаемого гжельского промысла. В Москве дом стоял на Нижней Масловке, когда-то в нём работали бывшие Абрамцевские мастерские.
В 2016 году дом был выкуплен и отремонтирован. В 2018 году в нём открылась экспозиция, посвящённая искусствоведу Александру Борисовичу Салтыкову..
В 2018 году на стене частного музейно-выставочного центра «Дом Салтыкова» установлена мемориальная доска в память о Салтыкове Александре Борисовиче.

## Избранные труды
- Салтыков А. Б. Гжельская керамика. — М.: 17-я тип. Главполиграфиздата, 1949. — 40 с.

- Салтыков А. Б. Русская керамика. Пособие по определению памятников материальной культуры XVII — начала XX в.. — М.: Госкультпросветиздат, 1952. — 272 с.
- Салтыков А. Б. Майолика Гжели. — М.: Искусство, 1956. — 182 с.
- Салтыков А. Б. О художественном вкусе в быту. — М.: Искусство, 1959. — 30 с.
- Салтыков А. Б. Избранные труды. — М.: Советский художник, 1962.
- Салтыков А. Б. Самое близкое искусство. — М.: Просвещение, 1969. — 40 000 экз.